# Trigonogaster
Trigonogaster is een geslacht van vliesvleugeligen uit de familie Encyrtidae. De wetenschappelijke naam van dit geslacht is voor het eerst geldig gepubliceerd in 1844 door Guérin-Méneville.

## Soorten
Het geslacht Trigonogaster is monotypisch en omvat slechts de volgende soort:
- Trigonogaster benignus Guérin-Méneville, 1844